# Ruslan Avleev
Ruslan Šamil'evič Avleev (in russo Руслан Шамильевич Авлеев?; Sarapul, 4 giugno 1976) è un ex cestista russo.

## Carriera
Con la Russia ha disputato i Campionati europei del 1999, i Giochi olimpici di Sydney 2000 e i Campionati mondiali del 2002.

## Palmarès
- Campionato russo: 2

CSKA Mosca: 1996-97
Ural Great Perm': 2001-02
- Coppa di Russia: 1

Ural Great Perm': 2003-04